# خاقان فيدان
خاقان فيدان (بالتركية: Hakan Fidan)‏ (ولد في أنقرة 1968 -) هو سياسي تركي وعضو في حزب العدالة والتنمية تولى منصب وزير الخارجية منذ 3 يونيو 2023. بعدما كان يشغل قبلها منصب رئيس الاستخبارات التركية. وقد أطلق عليه لقب «كاتم أسرار أردوغان» بوصفٍ من أردوغان نفسه.

## حياته
ولد خاقان فيدان عام 1968 في أنقرة لعائلة كُردية من عشيرة حسنان. درس وتخرج في مدرسة قوات المشاة المحاربة عام 1986، ومن ثم درس في مدرسة اللغات التابعة للقوات المشاة. ثم عمل بين سنتي 1986 و2001، في «وحدة التدخل السريع» التابعة لحلف شمال الأطلسي، وأيضا في صفوف فرع جمع المعلومات السريعة في ألمانيا. تولى عام 2003 رئاسة وكالة التعاون والتنسيق التركية «تيكا»، واستمر على رأس عمله حتى عام 2007.

## دراسته
نال إجازة في العلوم السياسية من جامعة ميريلاند الأمريكية ثم الماجستير والدكتوراه في جامعة بيلكنت في أنقرة.

## حياته السياسية
عين وزيرا للخارجية التركيه في الثالث من يونيو 2023